# We Up
«We Up» — сингл Американского хип-хоп артиста 50 Cent, официально выпущенный 22 марта 2013 года, через Interscope Records на SoundCloud, и поступила в продажу 25 марта 2013 года. Песня записана при участии американского рэпера Kendrick Lamar. Трек спродюсировал Davaughn. Для записи трека были использованы семплы из трека «Something About Us», исполненного Daft Punk.

## История
Другая версия песни вышла для предварительного прослушивания в январе, с двумя текстами 50 Cent и одним Kidd Kidd, который позднее был убран из окончательной версии песни. Кроме того, стало известно, что этот трек попадет в микстейп Kidd Kidd, но закончилось всё тем, что трек попал в альбом 50 Cent. Полная версия была выпущена 15 февраля 2013 года.
Окончательная версия трека "We Up" была выпущена 22 марта 2013 года, при участии 50 Cent и Kendrick Lamar. 25 марта 2013 года, сингл стал доступен для покупки на интернет-магазинах Amazon.com и iTunes Store.
Видеоклип на одну версию песни был снят в Лос-Анджелесе. Закулисное видео было показано в VH1. Он вышел 25 марта 2013 года на канале 50 Cent в VEVO. Оба клипа были отсняты Eif Rivera.

## Концертные выступления
В Нью-Йорке 27 февраля 2013 года Kendrick Lamar выступил с 50 Cent и рэпером группы G-Unit: Tony Yayo, исполнив трек We Up.

## Список композиций
Цифровая дистрибуция
1. «We Up» (при участии Kendrick Lamar) — 3:18

## Персонал
- Автор песен — Curtis Jackson, Davaughn Lennard & Kendrick Lamar
- Продюсер — Davaughn

## Чарты

### Еженедельные чарты
| Чарт (2013)                           | Пик позиции |
| ------------------------------------- | ----------- |
| Belgium (Ultratop Flanders Urban)     | 32          |
| Канада (Billboard Canadian Hot 100)   | 85          |
| Франция (SNEP)                        | 135         |
| South Korea (GAON)                    | 25          |
| США (Billboard Hot R&B/Hip-Hop Songs) | 50          |

## История выпуска
| Страна    | Дата               | Формат               | Лейбл                        | Ссылки |
| --------- | ------------------ | -------------------- | ---------------------------- | ------ |
| Всемирный | 25 марта 2013 года | Цифровая дистрибуция | Shady, Aftermath, Interscope | [ 2 ]  |

## Внешние ссылки
- "We Up" official video на YouTube